# Trinidad y Tobago en los Juegos Paralímpicos
Trinidad y Tobago en los Juegos Paralímpicos está representado por el Comité Paralímpico de Trinidad y Tobago, miembro del Comité Paralímpico Internacional.
Ha participado en cinco ediciones de los Juegos Paralímpicos de Verano, su primera presencia tuvo lugar en Nueva York y Stoke Mandeville 1984. El país ha obtenido siete medallas en las ediciones de verano: tres de oro, dos de plata y dos de bronce.
En los Juegos Paralímpicos de Invierno Trinidad y Tobago no ha participado en ninguna edición.

## Medallero

### Por edición
Juegos Paralímpicos de Verano
| Evento                                | Oro | Plata | Bronce | Total |
| ------------------------------------- | --- | ----- | ------ | ----- |
| Nueva York 1984 Stoke Mandeville 1984 | 2   | 0     | 1      | 3     |
| Seúl 1988                             | 0   | 0     | 0      | 0     |
| 1992 – 2008                           | –   | –     | –      | –     |
| Londres 2012                          | 0   | 0     | 0      | 0     |
| Río de Janeiro 2016                   | 1   | 1     | 1      | 3     |
| Tokio 2020                            | –   | –     | –      | –     |
| París 2024                            | 0   | 1     | 0      | 1     |
| TOTAL                                 | 3   | 2     | 2      | 7     |

### Por deporte
Deportes de verano
| Evento    | Oro | Plata | Bronce | Total |
| --------- | --- | ----- | ------ | ----- |
| Atletismo | 3   | 2     | 1      | 6     |
| Natación  | 0   | 0     | 1      | 1     |
| TOTAL     | 3   | 2     | 2      | 7     |